# Cérvol
Els cérvols, cervos, o ceros són mamífers remugants de pèl aspre i curt, potes llargues i curta, que en els mascles presenten un banyam més o menys aparatós amb nombroses ramificacions. Juntament amb algunes espècies afins, formen la família dels cèrvids. Les seves cries es diuen cervatells. El nom cérvol no té valor taxonòmic, sinó que pot designar diverses espècies que no pertanyen a un mateix grup sistemàtic.